# Lomsjön (Åkers socken, Småland)
Lomsjön är en sjö i Vaggeryds kommun i Småland och ingår i Lagans huvudavrinningsområde. Sjön är 5,8 meter djup, har en yta på 0,0569 kvadratkilometer och befinner sig 269 meter över havet. Sjön avvattnas av vattendraget Västerån. Vid provfiske har abborre, gädda och mört fångats i sjön.

## Delavrinningsområde
Lomsjön ingår i det delavrinningsområde (637143-138798) som SMHI kallar för Ovan Älgabäcken. Medelhöjden är 274 meter över havet och ytan är 25,73 kvadratkilometer. Det finns inga delavrinningsområden uppströms utan avrinningsområdet är högsta punkten. Västerån som avvattnar avrinningsområdet har biflödesordning 3, vilket innebär att vattnet flödar genom totalt 3 vattendrag innan det når havet efter 216 kilometer. Delavrinningsområdet består mestadels av skog (80 procent) och sankmarker (11 procent). Avrinningsområdet har 0,91 kvadratkilometer vattenytor vilket ger det en sjöprocent på 3,5 procent.